# Vivian Cheruiyot
Vivian Jepkemoi Cheruiyot (Keiyo, 11 de setembro de 1983) é uma fundista queniana, campeã olímpica e mundial dos 5000 e 10000 metros. Competidora em quatro Jogos Olímpicos desde Sydney 2000, conquistou sua primeira medalha de ouro olímpica na prova dos 5000 metros na Rio 2016, na qual também se tornou a recordista olímpica. Além de mais duas medalhas de prata e uma de bronze em Olimpíadas, tem quatro medalhas de ouro em campeonatos mundiais nas duas distâncias em que compete no atletismo de fundo.

## Carreira
Nascida na vila de Keiyo, no Vale do Rift, região do Quênia que é berço de diversos campeões olímpicos do país, despontou no atletismo interncional em 1999, aos 16 anos, ao conquistar uma medalha de prata no Campeonato Mundial de Cross-Country, categoria júnior, realizado em Belfast, na Irlanda do Norte. No Campeonato Mundial Júnior de Atletismo do mesmo ano, ganhou uma medalha de bronze nos 3000 metros. Com a medalha de ouro no Campeonato Mundial de Cross-Country do ano seguinte, ainda na categoria júnior, ela conquistou uma vaga na equipe queniana para os Jogos de Sydney 2000, onde, aos 17 anos, participou da final dos 5000 metros, chegando em último lugar após quebrar seu recorde pessoal para a distância nas eliminatórias.
Apenas sete anos depois ela voltaria a marcar presença no cenário internacional, ao conquistar a prata no mundial de Osaka 2007, no Japão. No ano seguinte, em Pequim 2008, sua segunda Olimpíada, não conseguiu medalhar nos 5000 m, fazendo, como em Sydney oito anos antes, um tempo muito pior na final do que nas eliminatórias. Em 2009, porém, começou sua fase de vitórias e medalhas em grandes eventos globais, ao conquistar o ouro nos 5000 m do Mundial de Berlim 2009. Dois anos depois, em Daegu 2011, foi campeã mundial tanto dos 5000 quanto dos 10000 metros. No mesmo ano, foi pela primeira vez campeã mundial senior no Campeonato Mundial de Cross-Country disputado em Punta Umbría, na Espanha.
Londres 2012 viu novamente Cheruiyot ter o ouro olímpico negado, derrotada pelas eternas rivais etíopes, conquistando a prata nos 10000 metros e o bronze nos 5000 metros. Depois de afastada do atletismo por mais de um ano por causa do casamento, período de gravidez e nascimento de seu filho, voltou a competir em alto nível internacional com 31 anos – fato raro entre as atletas quenianas - tornando-se novamente campeã mundial dos 10000 m em Pequim 2015.

### Rio 2016
Em 2016, aos 32 anos, idade em que as corredoras do Quênia geralmente já estão aposentadas, Vivian chegou para seus quartos Jogos na Rio 2016 depois de duas vitórias na Diamond League, tendo pela frente as sempre rivais etíopes que já a haviam derotado várias vezes em Jogos Olímpicos, especialmente a multicampeã Tirunesh Dibaba e a campeã mundial dos 5000 metros em Pequim Almaz Ayana. A prova dos 10000 m, a primeira final do atletismo nestes Jogos, deu a Cheruiyot novamente uma medalha de prata –  atrás de Ayana, que quebrou o recorde mundial da distância – com o melhor tempo pessoal da carreira e recorde queniano, 29:32.5, apenas um segundo mais lento que o antigo recorde mundial batido na prova. Dibaba, que também fez a melhor marca de sua carreira para a distância, ficou apenas com o bronze, naquela que é considerada a prova de 10000 m feminino de maior nível técnico da história, com quatro atletas abaixo dos 30 minutos.
Nos 5000 metros, porém, Cheruiyot derrotou a favorita Ayana, que além do recorde mundial dos 10000 m conseguido dias antes também tinha o segundo melhor tempo do mundo para a distância menor, vencendo em 14:26.17, melhor marca pessoal e recorde olímpico, deixando a etíope com a medalha de bronze; com a vitória, ela conquistou sua primeira medalha de ouro e o título de campeã olímpica dezesseis anos depois de estrear em Jogos Olímpicos e em sua última participação neles.

## Prêmios
Foi premiada com o Prêmio Laureus do Esporte Mundial como a melhor desportista feminina do mundo em 2011.